# Первый дивизион чемпионата мира по хоккею с шайбой среди молодёжных команд 2025
Чемпионат мира по хоккею с шайбой среди молодёжных команд 2025 года в I-м дивизионе — спортивное соревнование по хоккею с шайбой под эгидой ИИХФ, игры которого прошли в группе А с 9 по 15 декабря 2024 года в словенском городе Блед (второй год подряд, однако теперь в группе А) и в группе В с 11 по 17 января 2025 года в эстонской столице Таллинне.

## Регламент
По итогам турнира в группе А: команда, занявшая первое место, получает право играть в ТОП-дивизионе чемпионата мира 2026 года, а команда, занявшая последнее место, переходит в группу B первого дивизиона.
По итогам турнира в группе B: команда, занявшая первое место, получает право играть в группе А первого дивизиона, а команда, занявшая последнее место, переходит в группу A второго дивизиона чемпионата мира 2026 года.

## Итоги

### Группа A
- Сборная Дании вышла в ТОП-турнир ЧМ 2026
- Сборная Венгрии вылетела в группу В первого дивизиона ЧМ 2026

### Группа B
- Сборная Украины вышла в группу А первого дивизиона ЧМ 2026
- Сборная Южной Кореи вылетела в группу А второго дивизиона ЧМ 2026

## Участвующие команды
В чемпионате приняли участие 12 национальных команд — десять из Европы и две — из Азии. Сборные Норвегии пришла из топ-дивизиона 2024 года и  Республики Корея перешла из второго дивизиона, остальные — с турнира первого дивизиона 2024 года.

### Группа А
| Сборная  | Квалификация                                                                          |
| -------- | ------------------------------------------------------------------------------------- |
| Норвегия | Заняла 10-е место топ-дивизионе в 2024 году и вылетела оттуда                         |
| Франция  | Занял 2-е место в группе А первого дивизиона в 2024 году                              |
| Дания    | Заняла 3-е место в группе А первого дивизиона в 2024 году                             |
| Австрия  | Заняла 4-е место в группе А первого дивизиона в 2024 году                             |
| Венгрия  | Заняла 5-е место в группе А первого дивизиона в 2024 году                             |
| Словения | Хозяева, заняла 1-е место в группе B первого дивизиона в 2024 году и поднялась оттуда |

### Группа В
| Сборная          | Квалификация                                                                 |
| ---------------- | ---------------------------------------------------------------------------- |
| Япония           | Заняла 6-е место в группе А первого дивизиона в 2024 году и вылетела оттуда  |
| Украина          | Заняла 2-е место в группе B первого дивизиона в 2024 году                    |
| Италия           | Заняла 3-е место в группе B первого дивизиона в 2024 году                    |
| Эстония          | Хозяева, заняла 4-е место в группе B первого дивизиона в 2024 году           |
| Польша           | Заняла 5-е место в группе B первого дивизиона в 2024 году                    |
| Республика Корея | Заняла 1-е место в группе А второго дивизиона в 2024 году и поднялась оттуда |

## Группа А
|  | Команда, выходящая в ТОП-дивизион чемпионата мира 2026 года                 |
|  | Команда, переходящая в группу B первого дивизиона чемпионата мира 2026 года |

### Таблица
| М | Сборная  | И | В | ВО | ПО | П | ШЗ | ШП | РШ  | О  |
| - | -------- | - | - | -- | -- | - | -- | -- | --- | -- |
| 1 | Дания    | 5 | 4 | 0  | 1  | 0 | 17 | 12 | +5  | 13 |
| 2 | Австрия  | 5 | 4 | 0  | 0  | 1 | 16 | 10 | +6  | 12 |
| 3 | Норвегия | 5 | 3 | 0  | 0  | 2 | 13 | 5  | +8  | 9  |
| 4 | Словения | 5 | 2 | 0  | 0  | 3 | 18 | 16 | +2  | 6  |
| 5 | Франция  | 5 | 1 | 1  | 0  | 3 | 15 | 20 | -5  | 5  |
| 6 | Венгрия  | 5 | 0 | 0  | 0  | 5 | 7  | 20 | -13 | 0  |

## Группа B
|  | Команда, выходящая в группу А первого дивизиона чемпионата мира 2026 года   |
|  | Команда, переходящая в группу A второго дивизиона чемпионата мира 2026 года |

### Таблица
| М | Сборная          | И | В | ВО | ПО | П | ШЗ | ШП | РШ  | О  |
| - | ---------------- | - | - | -- | -- | - | -- | -- | --- | -- |
| 1 | Украина          | 5 | 5 | 0  | 0  | 0 | 29 | 10 | +19 | 15 |
| 2 | Япония           | 5 | 2 | 1  | 1  | 1 | 26 | 24 | +2  | 9  |
| 3 | Италия           | 5 | 3 | 0  | 0  | 2 | 21 | 21 | 0   | 9  |
| 4 | Эстония          | 5 | 2 | 0  | 0  | 3 | 16 | 23 | -7  | 6  |
| 6 | Польша           | 5 | 1 | 0  | 1  | 3 | 14 | 21 | -7  | 4  |
| 5 | Республика Корея | 5 | 0 | 1  | 0  | 4 | 10 | 17 | -7  | 2  |